# NGC 7008
NGC 7008 é uma nebulosa planetária na direção da constelação de Cygnus. O objeto foi descoberto pelo astrônomo William Herschel em 1787, usando um telescópio refletor com abertura de 18,6 polegadas. Devido a sua moderada magnitude aparente (+10,7), é visível apenas com telescópios amadores ou com equipamentos superiores.